# إسيساكي (غونما)
مدينة إسيساكي (بالإنجليزية: Isesaki) هي أحد المدن التابعة لمحافظة غونما. تأسست رسميًا في 13/09/1940. ويقدر عدد سكانها بـ 204240 نسمة حسب تقدير مكتب الإحصاء الياباني لعام 2012. تبلغ مساحة إسيساكي 139.33 كم2. بكثافة سكانية تبلغ 1466 نسمة/كم2.

## المناخ
يظهر الجدول التالي التغييرات المناخية على مدار السنة لإسيساكي:
| البيانات المناخية لـإسيساكي            | البيانات المناخية لـإسيساكي | البيانات المناخية لـإسيساكي | البيانات المناخية لـإسيساكي | البيانات المناخية لـإسيساكي | البيانات المناخية لـإسيساكي | البيانات المناخية لـإسيساكي | البيانات المناخية لـإسيساكي | البيانات المناخية لـإسيساكي | البيانات المناخية لـإسيساكي | البيانات المناخية لـإسيساكي | البيانات المناخية لـإسيساكي | البيانات المناخية لـإسيساكي | البيانات المناخية لـإسيساكي |
| الشهر                                  | يناير                       | فبراير                      | مارس                        | أبريل                       | مايو                        | يونيو                       | يوليو                       | أغسطس                       | سبتمبر                      | أكتوبر                      | نوفمبر                      | ديسمبر                      | المعدل السنوي               |
| -------------------------------------- | --------------------------- | --------------------------- | --------------------------- | --------------------------- | --------------------------- | --------------------------- | --------------------------- | --------------------------- | --------------------------- | --------------------------- | --------------------------- | --------------------------- | --------------------------- |
| الدرجة القصوى °م (°ف)                  | 18.6 (65.5)                 | 22.2 (72.0)                 | 26.3 (79.3)                 | 31.5 (88.7)                 | 35.1 (95.2)                 | 38.2 (100.8)                | 39.1 (102.4)                | 39.8 (103.6)                | 39.0 (102.2)                | 32.8 (91.0)                 | 24.7 (76.5)                 | 25.0 (77.0)                 | 38.0 (100.4)                |
| متوسط درجة الحرارة الكبرى °م (°ف)      | 9.4 (48.9)                  | 10.4 (50.7)                 | 13.7 (56.7)                 | 19.4 (66.9)                 | 24.1 (75.4)                 | 27.6 (81.7)                 | 31.1 (88.0)                 | 32.1 (89.8)                 | 28.1 (82.6)                 | 22.1 (71.8)                 | 16.8 (62.2)                 | 11.8 (53.2)                 | 20.5 (68.9)                 |
| متوسط درجة الحرارة الصغرى °م (°ف)      | −0.6 (30.9)                 | −0.1 (31.8)                 | 2.8 (37.0)                  | 8.1 (46.6)                  | 13.6 (56.5)                 | 18.4 (65.1)                 | 22.2 (72.0)                 | 23.2 (73.8)                 | 19.7 (67.5)                 | 13.4 (56.1)                 | 6.6 (43.9)                  | 1.6 (34.9)                  | 10.7 (51.3)                 |
| أدنى درجة حرارة °م (°ف)                | −6.8 (19.8)                 | −5.6 (21.9)                 | −4.2 (24.4)                 | −0.6 (30.9)                 | 5.6 (42.1)                  | 11.6 (52.9)                 | 16.5 (61.7)                 | 16.9 (62.4)                 | 9.3 (48.7)                  | 3.1 (37.6)                  | −1.0 (30.2)                 | −4.9 (23.2)                 | −11.6 (11.1)                |
| الهطول مم (إنش)                        | 32.7 (1.29)                 | 19.7 (0.78)                 | 47.6 (1.87)                 | 78.3 (3.08)                 | 113.3 (4.46)                | 126.2 (4.97)                | 203.0 (7.99)                | 179.7 (7.07)                | 185.4 (7.30)                | 144.3 (5.68)                | 46.4 (1.83)                 | 35.5 (1.40)                 | 1٬205٫2 (47.45)             |
| متوسط أيام هطول الأمطار (≥ 1.0 mm)     | 3.3                         | 3.7                         | 7.2                         | 8.8                         | 10.5                        | 11.4                        | 14.8                        | 11.5                        | 11.4                        | 9.5                         | 5.8                         | 3.8                         | 101.7                       |
| ساعات سطوع الشمس الشهرية               | 208.1                       | 194.8                       | 205.2                       | 201.1                       | 188.3                       | 137.5                       | 144.3                       | 154.7                       | 136.7                       | 152.1                       | 174.2                       | 199.3                       | 2٬107٫3                     |
| المصدر: وكالة الأرصاد الجوية اليابانية |                             |                             |                             |                             |                             |                             |                             |                             |                             |                             |                             |                             |                             |

## أعلام
- ميتسورو أداتشي
- هيديتو تاكاهاشي
- ساتوشي ماشيمو
- هيروشي كوباياشي
- شوجو يوشيزاوا